# Conte de la grand-mère et Rêve de l'enfant
Conte de la grand-mère et Rêve de l'enfant er en fransk stumfilm fra 1908 af Georges Méliès.